# Tricyrtis chinensis
Tricyrtis chinensisHir.Takah. es una especie herbácea de la familia Liliaceae. 

## Hábitat
Ocurre en el sudoeste de la China. 

## Descripción
En el pasado se pensaba que constituía una variedad de la especie japonesa Tricyrtis macropoda pero son diferentes en varios aspectos, el más notable es que el rizoma es anual en vez de perenne.
Sobre el suelo T. chinensis generalmente  mide más que T. macropoda (habitualmente +1.5 m), con hojas más grandes y frecuentemente con mucha más flores en cada ejemplar, a veces supera las 50!. Las flores son blancas o amarillas con puntos morados pequeños. En T. macropoda el color de la parte inferior hacia el suelo siempre es blanco.